# (31283) Wanruomeng
(31283) Wanruomeng est un astéroïde de la ceinture principale.

## Description
(31283) Wanruomeng est un astéroïde de la ceinture principale. Il fut découvert le 20 mars 1998 à Socorro (Nouveau-Mexique) par le projet LINEAR. Il présente une orbite caractérisée par un demi-grand axe de 2,65 UA, une excentricité de 0,18 et une inclinaison de 5,7° par rapport à l'écliptique.

## Compléments